# Premiile Academiei Române pentru anul 2013
Premiile Academiei Române pentru anul 2013 au fost acordate în 18 decembrie 2015, în Aula Academiei Române.
Sunt indicate obiectul acordării premiului, cel mai adesea o lucrare, autorul acesteia și țara de reședință a autorului. În cazul în care nu este indicată țara, autorul este din România.

## I. Filologie și literatură

### Premiul „Timotei Cipariu“
- Lucrarea: The Grammar of Romanian - Dana Niculescu, Ana-Maria Iorga Mihail
- Lucrarea: Grammar of Romanian. Volume I: The Noun Phrase - Carmen Dobrovie-Sorin, Alexandra Cornilescu

### Premiul „Bogdan Petriceicu Hasdeu“
- Lucrarea: Atlasul lingvistic al dialectului meglenoromân - Petar Atanasov
- Lucrarea: Dicționarul limbajului poetic al lui Octavian Goga - Gheorghe C. Moldoveanu

### Premiul „Titu Maiorescu“
- Lucrarea: Inorogul la Porțile Orientului. Bestiarul lui Dimitrie Cantemir. Studiu comparativ, vol. I-II - Bogdan Crețu
- Lucrarea: I.D. Sîrbu. Opere. I: Jurnalul unui jurnalist fără jurnal, II: Corespondență - Toma Velici, Tudor Nedelcea

### Premiul „Lucian Blaga“
- Lucrarea: Critică de export - Andrei Terian

### Premiul „Mihai Eminescu“
- Lucrarea: Țeasta - Eugen Suciu
- Lucrarea: Poeme în balans - Cassian Maria Spiridon

### Premiul „Ion Creangă“
Premiul nu a fost acordat.

### Premiul „Ion Luca Caragiale“
Premiul nu a fost acordat.

## II. Științe istorice și arheologie

### Premiul „Vasile Pârvan“
- Lucrarea: O biografie a ceramicii neolitice de la Vădastra - Radu-Alexandru Dragoman

### Premiul „Dimitrie Onciul“
- Lucrarea: Comunitățile romano-catolice, protestante și lipovenești din Basarabia în secolul al XIX-lea - Ion Gumenâi (Rep. Moldova)
- Lucrarea: Școala românească în județele Cahul, Bolgrad și Ismail pe durata reîntrupării la Principatele Române 1857-1878 - Ion I. Solcanu

### Premiul „George Barițiu“
- Lucrarea: Gherla: Cetatea lui Martinuzzi - Gabriel-Virgil Rusu
- Lucrarea: Affirming Identity. The Romanian Greek-Catholic Church at the Time of the First Vatican Council - Ana Victoria Sima

### Premiul „Nicolae Iorga“
- Lucrarea: Originile „Partidei Naționale“ din Principatele Române Sub semnul „politicii boierești“ (1774-1828) - Cristian Ploscaru

### Premiul „Mihail Kogălniceanu“
- Lucrarea: Liberalii. Structuri și sociabilități politice liberale în România interbelică - Ovidiu Buruiană
- Lucrarea: I. C. Brătianu și politica externă a României (1866-1888) - Liviu Brătescu

### Premiul „Nicolae Bălcescu“
- Lucrarea: Putere și teritoriu. Țara Românească medievală (secolele XIV-XVI) - Marian Coman
- Lucrarea: România în epoca modernizării 1859-1939. Towards a Modern Romania 1859-1939 - Gheorghe Iacob

### Premiul „Alexandru D. Xenopol“
- Lucrarea: Evreii din Hârlău. Istoria unei comunități - Carol Iancu (Franța)
- Lucrarea: Activitatea Uniunii Patrioților (1944-1945) și a Partidului Național-Popular (1946-1949) în Sud-Vestul României - Radu Păiușan

### Premiul „Eudoxiu de Hurmuzaki“
- Lucrarea: Atlas istoric al orașelor din România, Seria B, Țara Românească, Fascicula 3, Brăila-Städtgeschichteatlas Rumäniens, Reihe B, Walachei, 3. Liferung - Brăila - I. Cândea[1], Dan Dumitru Iacob, Maria Stoica

## III. Științe matematice

### Premiul „Simion Stoilow“
- Grupul de lucrări: Radial solutions for singular ɸ-Laplacians - Petru Jebelean

### Premiul „Gheorghe Lazăr“
- Grupul de lucrări: Contributions to nonlinear diffusion equations - Răzvan Gabriel Iagar

### Premiul „Gheorghe Țițeica“
- Grupul de lucrări: Studii de geometrie și topologie a varietăților algebrice complexe - Daniel Matei

### Premiul „Spiru Haret“
- Grupul de lucrări: Which de Branges-Rovnyak spaces are Dirichlet spaces (and vice versa)? - Constantin Costara
- Grupul de lucrări: On compact complex surfaces of Kähler rank one - Ionuț Chiose

### Premiul „Dimitrie Pompeiu“
- Grupul de lucrări: Traveling waves for nonlinear Schrödinger equations with nonzero conditions at infinity - Mihai Mariș

### Premiul „Grigore Moisil“
- Grupul de lucrări: P systems with proteins on membranes - Andrei Păun

## IV. Științe fizice

### Premiul „Dragomir Hurmuzescu“
- Grupul de lucrări: Studiul efectelor induse de câmpuri externe asupra proprietăților opto-electronice ale structurilor cuantice semiconductoare zero-dimensionale - Mihail Cristea

### Premiul „Constantin Miculescu“
- Grupul de lucrări: Metode computaționale în studiul rețelelor neuronale celulare - Maria-Magdolna Ercsey-Ravasz
- Grupul de lucrări: Cercetări asupra structurii moleculei ADN folosind metode de spectroscopie vibrațională - Cristina Michaela Muntean

### Premiul „Horia Hulubei“
- Grupul de lucrări: Date nucleare de precizie, relevante pentru înțelegerea mecanismelor de reacție și a structurii nucleelor - Alexandru Negreț
- Grupul de lucrări: Contribuții teoretice la probleme actuale ale Modelului Standard - Cătălina Renata Jora

### Premiul „Ștefan Procopiu“
- Grupul de lucrări: Structuri electronice ale unor sisteme magnetice de interes tehnic - Petru Vlaic, Denis Kozlenko (Rusia)
- Grupul de lucrări: Studii teoretice și experimentale privind proprietățile magneților moleculari cu tranziție de spin - Cristian Enăchescu

### Premiul „Radu Grigorovici“
- Grupul de lucrări: Studiul suprafețelor feroelectrice și a interfețelor de tip metale magnetice/semiconductori - Cristian Mihail Teodorescu

## V. Științe chimice

### Premiul „Costin D. Nenițescu“
- Grupul de lucrări: Studii privind structura supramoleculară și reactivitatea polimerilor cu funcționalități uretanice și carboxilice - Sergiu Coșeri
- Grupul de lucrări: Valorificarea polimerilor naturali din biomasa vegetală - Iuliana Spiridon

### Premiul „I. G. Murgulescu“
- Grupul de lucrări: Sinteza și investigarea chimiei suprafeței oxizilor semiconductori pentru pile de combustie, senzori de gaze toxice și membrane ceramice - Simona Șomăcescu
- Grupul de lucrări: Sinteza electrochimică a unor materiale compozite de tip platină/oxid metalic cu proprietăți electrocatalitice și fotocatalitice - Tanța Spătaru

### Premiul „Gheorghe Spacu“
- Grupul de lucrări: Contribuții în domeniul chimiei organometalice a staniului – sinteza de tectoni organostaniu cu potențial în ingineria cristalină a sistemelor supramoleculare polimetalice - Richard Attila Varga
- Grupul de lucrări: Contribuții în domeniul chimiei organometalice experimentale și teoretice a pnictogenilor (stibiu, bismut) - Ciprian-Ionuț Raț

### Premiul „Nicolae Teclu“
- Grupul de lucrări: Obținerea și separarea unor produse de biosinteză prin procedee neconvenționale - Dan Cașcaval
- Grupul de lucrări: Interacțiuni noxe-componente celulare: studii prin spectrometrie de masă, spectroscopie de dicroism circular și de infraroșu - Gabi Drochioiu

## VI. Științe biologice

### Premiul „Emil Racoviță“
- Lucrarea: Life and Death at the Peștera cu Oase. A Setting for Modern Human Emergence in Europe - Silviu Constantin (autor principal și coeditor)

### Premiul „Grigore Antipa“
- Suita de 4 lucrări publicate în perioada 2009-2013 cu tema: Interacția dintre celule primare și nano-structuri pentru prostetica medicală - Livia Sima

### Premiul „Emanoil Teodorescu“
- Grup de 7 lucrări publicate în perioada 2011-2013 cu tema: Propietăți funcționale ale unor bacterii lactice din alimente fermentate - Silvia-Simona Grosu-Tudor

### Premiul „Nicolae Simionescu“
- Seria de 10 lucrări publicate în perioada 2010-2013 cu tema: Inflamația în ateroscleroză și diabet; utilizarea de nanoterapii țintite - Elena Butoi (Dragomir), Manuela Călin

## VII. Științe geonomice

### Premiul „Grigore Cobălcescu“
- Lucrarea: The osteology of Balaur bondoc, an island-dwelling dromaeosaurid (Dinosauria, Theropoda) from the Late Cretaceous of Romania - Stephen L. Brusatte (SUA), Matyas Vremir (România), Zoltan Csiki-Sava (România), Alan H. Turner (SUA), Akinobu Watanabe (SUA), Gregory M. Erickson (SUA), Mark A. Norell (SUA)

### Premiul „Gheorghe Munteanu-Murgoci“
- Lucrarea: Relieful de glimee - Virgil Gârbacea

### Premiul „Ludovic Mrazec“
- Lucrarea: Localitǎți miniere din Transilvania, Banat și Maramureș, într-un atlas din secolul al XVIII-lea - Traian Popescu, Volker Wollmann

### Premiul „Simion Mehedinți“
- Lucrarea: Migrațiile internaționale ale populației din Moldova - Radu Dimitriu (coord.), Ionel Muntele[1], Silvia Marcu, Andreea Dimitriu
- Lucrarea: Analiza spațială a presiunii antropice în geosistemele din Dobrogea - Diana Dogaru

### Premiul „Ștefan Hepiteș“
Premiul nu a fost acordat.

## VIII. Științe tehnice

### Premiul „Aurel Vlaicu“
- Grupul de lucrări: Pulberi și compacte nanocristaline magnetice moi - Ionel Chicinaș

### Premiul „Traian Vuia“
- Lucrarea: Introducere în modelarea matematică a articulației genunchiului - Valerica Moșneguțu, Veturia Chiroiu[2]

### Premiul „Henri Coandă“
- Grupul de lucrări: Sisteme de propulsie pentru astronautică - Radu-Dan Rugescu

### Premiul „Anghel Saligny“
- Lucrarea: Weather Modeling and Forecasting of PV System Operation - Marius Paulescu, Eugenia Paulescu, Paul Gravila, Viorel Bădescu[3]

### Premiul „Constantin Budeanu“
- Lucrarea: Switching Power Converters - Medium and High Power - Dorin Neacșu

## IX. Științe agricole și silvice

### Premiul „Ion Ionescu de la Brad“
- Lucrarea: Use of land snails (Pulmonata) for monitoring copper pollution in terrestrial ecosystems - Dragoș Nica, Despina Maria Bordean, Aurica Breica Borozan, Iosif Gergen, Marian Bura, Ionuș Dunea Bănățean

### Premiul „Traian Săvulescu“
- Lucrarea: Tratat de fiziologia animalelor și etologie - Nicolae Dojană, Alexandru Țonea, Gabriel Gâjâilă, Iuliana Codreanu
- Lucrarea: History of genetic evaluation methods in dairy cattle - Horia Grosu, Larry Schaeffer, Pascal Anton Oltenacu, Duane Norman, Rex Powell, Valentin Kremer, Georgios Banos, Raphael Mrode, Julio Carvalheira, Janusz Jamrozik, Corneliu Drăgănescu, Sorin Lungu

### Premiul „Gheorghe Ionescu-Șișești“
- Lucrarea: Rapița - Emil Luca, Mircea Chintoanu, Cecilia Roman, Felicia Boar, Marius Roman

### Premiul „Marin Drăcea“
Premiul nu a fost acordat.

## X. Științe medicale

### Premiul „Iuliu Hațieganu“
- Lucrarea: Tratat de Chirurgie, vol. III: Chirurgie Pediatrică. Ed. a II-a - Corneliu Sabetay (coordonator)
- Lucrarea: Tratat de Oncologie Digestivă, vol. I: Cancerul Esofagian și Gastric - Mircea Grigorescu, Alexandru Irimie, Mircea Beuran

### Premiul „Daniel Danielopolu“
- Lucrarea: Rinichiul în Lupusul Eritematos Sistemic - Mircea Penescu, Mihai Răută, Eugen Mandache

### Premiul „Ștefan S. Nicolau“
- Lucrarea: Suita de 11 lucrări consacrată mecanismelor genetice și epigenetice implicate în carcinogeneza indusă de virusurile papilloma umane (HPV) - Coralia Bleotu, Anca Botezatu, Iulia Virginia Iancu, Adriana Pleșa

### Premiul „Gheorghe Marinescu“
Premiul nu a fost acordat.

### Premiul „Victor Babeș“
Premiul nu a fost acordat.

### Premiul „Constantin I. Parhon“
Premiul nu a fost acordat.

## XI. Științe economice, juridice și sociologie

### Premiul „Petre S. Aurelian“
Premiul nu a fost acordat.

### Premiul „Virgil Madgearu“
- Lucrarea: Răzbunarea trecutului - Dinu Marin, Teodor Brateș

### Premiul „Victor Slăvescu“
Premiul nu a fost acordat.

### Premiul „Nicolas Georgescu Roegen“
Premiul nu a fost acordat.

### Premiul „Dimitrie Gusti“
- Lucrarea: Statul bunăstării între supraviețuire, reformă și integrare europeană - Simona Maria Stănescu
- Lucrarea: Conservarea identității culturale în mediile de imigranți români din Europa - Adrian Otovescu

### Premiul „Henri H. Stahl“
- Lucrarea: Românii din jurul României - Vasile Șoimaru
- Lucrarea: Un deceniu cât un secol - Paul Dobrescu

### Premiul „Simion Bărnuțiu“
- Lucrarea: Regimul juridic al instituțiilor de credit - Lavinia Elena Smarandache

### Premiul „Nicolae Titulescu“
Premiul nu a fost acordat.

### Premiul „Andrei Rădulescu“
- Lucrarea: Mijloace juridice de asigurare a executării obligațiilor - Daniel Ghiță

## XII. Filosofie, teologie, psihologie și pedagogie

### Premiul „Ion Petrovici“
- Lucrarea: Metafizica greacă - Mircea Arman

### Premiul „Mircea Florian“
- Lucrarea: Judecată și timp. Fenomenologia judicativului - Viorel Cernica

### Premiul „Vasile Conta“
- Lucrarea: Tratat de psihologie socială - Dumitru Cristea

### Premiul „Constantin Rădulescu-Motru“
- Lucrarea: Tulburarea depresivă. Vol. I - Camelia Popa, Adela Magdalena Ciobanu

## XIII. Arte, arhitectură și audiovizual

### Premiul „George Enescu“
- Lucrarea: Cristiane (pentru ansamblu de 10 instrumente) - Dan Buciu

### Premiul „Ciprian Porumbescu“
- Lucrarea: Introducere în semiotica muzicală - Antigona Rădulescu

### Premiul „George Oprescu“
- Lucrarea: Corneliu Michăilescu. Călătorie prin imposibilul cotidian - Ruxandra Dreptu
- Lucrarea: Mesajul eshatologic al spațiului liturgic creștin - Gabriel Herea

### Premiul „Ion Andreescu“
- Lucrarea: Expoziția „Le pont” de la Muzeul de Artă Contemporană, Marsilia - Ion Grigorescu
- Lucrarea: Pictura Bisericii „Pogorârea Sfântului Duh“, Câmpina, jud. Prahova - Grigore Popescu-Muscel

### Premiul „Simion Florea Marian“
- Lucrarea: Orașul subtil - Nicu Panea

### Premiul „Duiliu Marcu“
- Lucrarea: Arhitectura Germaniei naziste - Sorin Vasilescu
- Lucrarea: Restaurarea și consolidarea Bisericii Sf. Ioan Botezătorul, Mănăstirea Măxineni, județul Brăila - Călin Hoinărescu

### Premiul „Aristizza Romanescu“
- Lucrarea: Filmul artistic Kira Kiralina - Dan Pița

## XIV. Știința și tehnologia informației

### Premiul „Mihail Drăgănescu“
- Grup de lucrări: Collaborative and differential utterances, pivotal moments, and polyphony; Modelul polifonic al discursului; A Polyphonic Model and System for Inter-animation Analysis in online Conversations - Ștefan Trăușan-Matu

### Premiul „Gheorghe Cartianu“
- Lucrarea: Telecomunicatii – Acronime, Termeni, Definiții. Vol. I - Victor Croitoru, Dan Geleriu
- Lucrarea: Portable Cloud applications – From theory to practice - Dana Petcu, Georgiana Macariu, Silviu Panica, Ciprian Crăciun

### Premiul „Grigore Moisil“
- Grup de lucrări: (1) I. Necoară, Random coordinate descent algorithms for multi-agent convex optimization over networks; (2) D.Q. Quoc, I. Necoară, I. Savorgnan, M. Diehl, An inexact Perturbed Path-Following Method for Lagrangian Decomposition in Large-Scale Separable Convex Optimization; (3) I. Necoară, D. Clipici, Efficient parallel coordinate descent algorithm for convex optimization problems with separable constraints: application - Ion Necoară

### Premiul „Tudor Tănăsescu“
- Grup de lucrări: (1) N. Bizon, FC energy harvesting using the MPP tracking based on advanced extremum seeking control; (2) N. Bizon, Energy efficiency for the multiport power converters architectures of series and parallel hybrid power source type used in plug-in/V2G fuel cell vehicles; (3) N. Bizon, Energy harvesting from the FC stack that operates using the MPP tracking based on modified extremum seeking control; (4) N. Bizon, Energy harvesting from the PV Hybrid Power Source - Nicu Bizon

## Diploma „Meritul Academic“ 2015
- Ion Piso, pentru prestigioasa activitate artistică
- Dinu Cernescu, la împlinirea vârstei de 80 de ani
- Vladimir Zamfirescu, la împlinirea vârstei de 80 de ani